# Tracy (Missouri)
Tracy – miasto w Stanach Zjednoczonych, w stanie Missouri, w hrabstwie Platte.